# René Clément
René Clément (Bordéus, 18 de março de 1913 — Monte Carlo, 17 de março de 1996) foi um diretor de cinema francês.

## Biografia
Ele foi considerado um dos maiores diretores do cinema francês e começou escrevendo roteiros para Jacques Tati na década de 1930.
Em 1946 codirigiu com Jean Cocteau um dos grandes filmes do cinema europeu, La Belle et la Bête. Foi um grande vencedor do Festival de Cannes como melhor diretor por três vezes, em 1946 com La Bataille du rail; em 1947 por Les Maudits e em 1949 com Au-delà des grilles.
Também conquistou o Oscar de melhor filme estrangeiro em duas oportunidades: em 1950 com Au-delà des grilles e em 1952 com o drama da guerra visto pelo ângulo das crianças em Jeux interdits.
Seu maior sucesso no cinema no entanto foi em 1960 quando dirigiu Plein soleil, com Alain Delon, Maurice Ronet e Marie Laforêt. Seu último filme foi realizado em 1976 e ele morreu às vésperas de completar 83 anos.

## Filmes

### Ator
- The Joy of Living (1963) - General francês
- Yoroppa tokkyu (1984) - (apenas ator)